# 3758 Karttunen
A 3758 Karttunen (ideiglenes jelöléssel 1983 WP) a Naprendszer kisbolygóövében található aszteroida. Edward L. G. Bowell fedezte fel 1983. november 28-án.